# Theta Tauri
Désignations
Désignations
Theta Tauri (θ Tau / θ Tauri) est un système d'étoiles de la constellation du Taureau et un membre de l'amas ouvert des Hyades. Il est à environ 155 années-lumière de la Terre.
Le nom Chamukuy, d'origine maya, a été retenu pour θ2 Tauri par l'Union Astronomique Internationale en 2017.
Le système est dominé par les deux étoiles de 3e magnitude, θ1 Tauri et θ2 Tauri, qui sont séparées par 5,62 minutes d'arc (0,094°) sur le ciel. θ1 Tauri est la composante la plus faible, une géante orange de type K avec une magnitude apparente de +3,84. θ2 Tauri est une géante blanche de type A avec une magnitude apparente moyenne de +3,40. θ2 Tauri est classée comme variable de type Delta Scuti et sa luminosité varie entre les magnitudes +3,35 et +3,42 sur une période de 1,82 heures.
Les deux étoiles brillantes sont des binaires spectroscopiques qui ont au moins une compagne proche. θ1 Tauri a une compagne de 7e magnitude à 0,082 seconde d'arc, soit à au moins 4 unités astronomiques (UA). θ2 a une compagne de 6e magnitude à 0,005 seconde d'arc, soit à au moins 2 UA. Elle parcourt son orbite en 141 jours.